# La Cerlangue
La Cerlangue település Franciaországban, Seine-Maritime megyében. Lakosainak száma 1297 fő (2022. január 1.). La Cerlangue Marais-Vernier, Saint-Samson-de-la-Roque, Mélamare, La Remuée, Saint-Nicolas-de-la-Taille, Saint-Vigor-d’Ymonville, Saint-Vincent-Cramesnil és Tancarville községekkel határos.

## Népesség
A település népességének változása:
| Lakosok száma | 1307 | 1298 | 1395 | 1289 | 1282 | 1276 | 1287 | 1297 | 1297 |
|               | 2013 | 2015 | 2016 | 2017 | 2018 | 2019 | 2020 | 2021 | 2022 |